# 愛知文化講堂
座標: 北緯35度10分15.6秒 東経136度54分34.9秒 / 北緯35.171000度 東経136.909694度
愛知文化講堂（あいちぶんかこうどう）は愛知県名古屋市にあったコンサートホール。

## 概要
1951年(昭和26年)に締結し1952年(昭和27年)に発効したサンフランシスコ講和条約を記念する事業の一環として計画・建設された愛知県文化会館に内包する3つの文化施設の一つとして、1958年(昭和33年)6月17日に開館した。愛文ホールの愛称で呼ばれていた。
1438席収容のワンスロープであった。主に演劇、クラシック演奏会などに対応できたが、愛知県芸術劇場の完成と建物の老朽化で1992年（平成4年）10月15日に閉館した。
現在の跡地にはオアシス21が整備されている。

## エピソード
1960年（昭和35年）6月6日に東海ラジオが『太陽がいっぱい』の映画試写会を行った（東海ラジオの第1回映画試写会でもあった）。当時、ラジオ局が映画試写会を催す事は意表をついた着想だと言われたが、好評だったため、全国のラジオ局でも行われるようになった（東海ラジオ放送二十年史より）。1976年（昭和51年）から1991年（平成3年）まで毎年5月下旬に「ミス・ナゴヤ」コンテスト（名古屋タイムズ社など主催、名古屋市など後援）が開催されていた。